# Jalu
Jalu, Jaloo ou Gialo (em árabe: جالو) é uma cidade da Líbia localizada no distrito de Oásis, no oásis do Jalu, nordeste do país.
A cidade está em um oásis do deserto da Líbia, cerca de 250 quilômetros do golfo de Sirte, e a cerca de 400 km ao sul de Bengazi. A economia da cidade é baseada em agricultura, de palmeiras do oásis, tomate e cereais, e empresas petrolíferas.
Durante o início da Guerra Civil Líbia, foi tomada em fevereiro de 2011 por opositores do regime.